# Atracidae
Atracidae Hogg, 1901 è una famiglia di ragni migalomorfi appartenente all'ordine Araneae.

## Etimologia
L'origine di questo nome non è chiara: esiste una località antica della Tessaglia di nome Atrax, ma non è certo il luogo di rinvenimento degli esemplari; più verosimilmente è un originario refuso per il termine latino atrox, -ocis, dal significato di "atroce", per i forti dolori che provoca il morso di questi ragni. Di seguito il suffisso -idae che ne denota l'appartenenza ad una famiglia.

## Caratteristiche
Delle 35 specie che compongono i 3 generi di questa famiglia, una decina secernono un veleno pericoloso per l'uomo. Le specie Atrax robustus e Hadronyche formidabilis sono potenzialmente mortali per gli esseri umani; anche se, con le introduzioni delle moderne tecniche di pronto soccorso e la somministrazione di antidoto, non si sono verificati decessi.

## Distribuzione
I 3 generi sono stati rinvenuti in Australia.

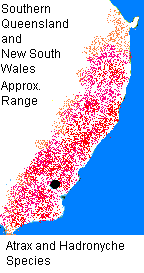
Schema approssimativo della distribuzione dei generi Atrax e Hadronyche nell'Australia sud-orientale

## Tassonomia
Inizialmente descritta come tribù col nome di Atraceae nel lavoro di Hogg del 1901, è stata elevata al rango di sottofamiglia con il nome di Atracinae e posta nella famiglia Hexathelidae a seguito di un lavoro dell'aracnologo Raven (1980a).
Di recente, a seguito del lavoro dell'aracnologo Hedin et al., del 2018, è stata costituita in famiglia con l'attuale denominazione
A dicembre 2020, si compone di 3 generi e 35 specie:
- Atrax O. P-Cambridge, 1877[3] — Australia
- Hadronyche L. Koch, 1873[3] — Australia, Nuova Guinea
- Illawarra Gray, 2010[3] — Nuovo Galles del Sud (Australia)